# Wettinia minima
Wettinia minima é uma espécie de angiosperma na família Arecaceae. É encontrada apenas no Equador. Seu habitat natural é o subtropical ou tropical montanhoso.